# Furacão Sergio (2006)
O furacão Sergio foi o furacão do Pacífico mais intenso já registrado no mês de Novembro. Sendo a décima nona tempestade nomeada e o décimo primeiro furacão da temporada de furacões no Pacífico de 2006, Sergio formou-se de uma onda tropical em 13 de Novembro a cerca de 740 km ao sul de Manzanillo e intensificou-se continuamente assim que se movia para sudoeste. Sergio alcançou o pico de intensidade com ventos constantes de 175 km/h em 15 de Novembro e logo em seguida começou a se enfraquecer devido a um aumento nos ventos de cisalhamento. Depois, Sergio começou a seguir para oeste, continuando a se afastar da costa do México e dissipou-se em 20 de Novembro a cerca de 515 km do ponto onde o furacão se formou.
Sergio produziu chuvas leves ao longo da costa do México, embora seus efeitos fossem mínimos. A formação de Sergio marcou a temporada de 2006 como um dos mais ativos em 12 anos e também como a única temporada que teve mais de uma tempestade no mês de Novembro. Além do mais, Sergio foi o furacão mais intenso, considerando os meses de Novembro e Dezembro e também foi o ciclone tropical do Pacífico com a maior duração em Novembro, perdurando por sete dias.

## História meteorológica

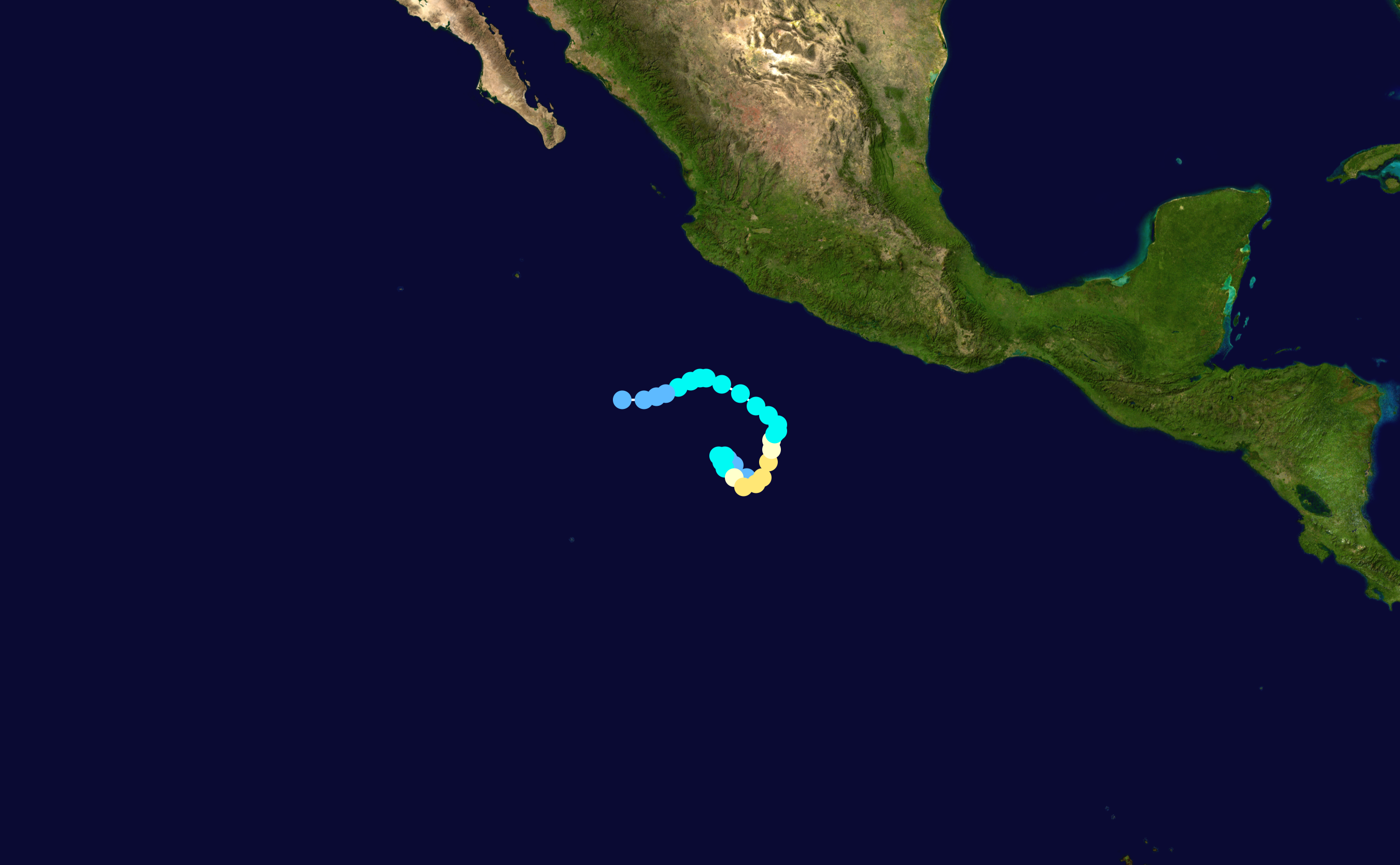
O caminho de Sergio

Uma onda tropical cruzou a América Central e entrou na bacia do Oceano Pacífico nordeste em 7 de Novembro. Uma área de convecção ao longo da onda seguiu para oeste, para o sul da América Central e do México e ficou mais concentrado em 12 de Novembro, a cerca de 645 km ao sul de Acapulco. Depois, naquele dia, as classificações Dvorak começaram sobre a perturbação e as áreas de convecção continuaram a se organizar. No começo da madrugada de 13 de Novembro, o Centro Nacional de Furacões indicou a possibilidade do sistema tornar-se uma depressão tropical. A atividade de tempestades e trovoadas diminuiu brevemente, embora no final do mesmo dia, o sistema adquiriu uma circulação ciclônica e áreas de convecção. Com isso, o sistema tornou-se a depressão tropical Vinte e Um-E a cerca de 740 km ao sul de Manzanillo, México. Operacionalmente, a depressão não foi classificada até onze horas depois.
Inicialmente, a depressão tropical seguiu para noroeste, e foi previsto que o sistema iria se fortalecer numa tempestade tropical com ventos constantes de 80 km/h enquanto continuava a seguir para noroeste. Localizada numa área com fracos ventos de cisalhamento, áreas de convecção formaram-se perto do centro do sistema e as bandas de tempestade tornaram-se mais proeminentes. fluxos anticiclônicos acima e umidade troposférica permitiram a depressão se intensificar na tempestade tropical Sergio em 14 de Novembro. Pouco depois de se tornar uma tempestade tropical, Sergio começou a seguir para sudoeste, provavelmente devido aos fluxos de vento associados a um cavado de médios e altos níveis ao seu nordeste. A tempestade fortaleceu-se continuamente e Sergio tornou-se um furacão em 15 de Novembro a cerca de 675 km a sudoeste de Acapulco, México. Com um pequeno e distinto olho localizado no centro das áreas de convecção, Sergio intensificou-se rapidamente, atingindo o pico de intensidade com ventos constantes de 175 km/h cerca de 6 horas depois de se tornar um furacão.

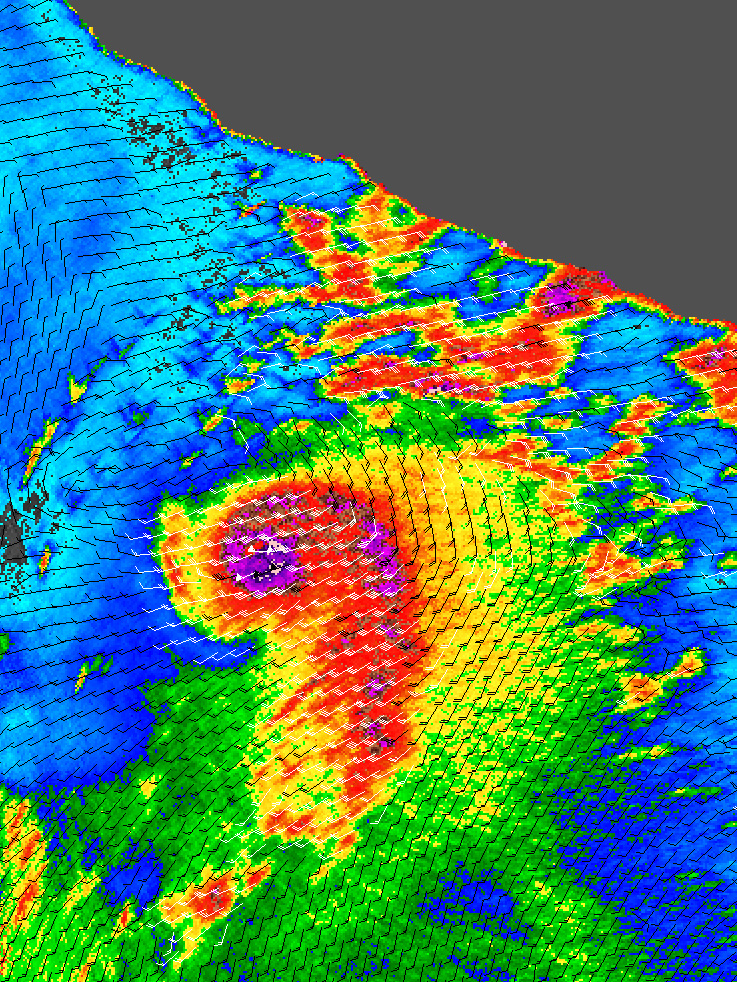
Imagens QuikSCAT de Sergio em 16 de Novembro

Após atingir o pico de intensidade, os meteorologistas no Centro Nacional de Furacões previram que o Furacão Sergio iria se intensificar mais, alcançando a intensidade com ventos de 195 km/h. Após atingir o pico de intensidade, o furacão começou a seguir para o norte e se enfraquecer gradualmente assim que os ventos de cisalhamento de um cavado de altos níveis ao seu noroeste se intensificaram. No começo da madrugada de 17 de Novembro, a circulação ciclônica de baixos níveis ficou parcialmente exposta no lado ocidental das áreas de convecção profunda e é estimado que Sergio se enfraqueceu numa tempestade tropical depois, naquele dia. Uma área de alta pressão ao seu norte e nordeste provocou a mudança de deslocamento da tempestade, que começou a seguir para noroeste e depois para oeste assim que Sergio se enfraquecia gradualmente. Áreas de convecção profunda formaram-se novamente perto do centro da circulação em 18 de Novembro, resultando num aumento ligeiro na velocidade dos ventos, embora ventos verticais de cisalhamento enfraqueceram rapidamente a tempestade novamente. Depois, naquele dia, a tempestade fez a sua aproximação máxima da costa, a cerca de 360 km a sudoeste de Michoacán. No começo da madrugada de 20 de Novembro, Sergio enfraqueceu-se numa depressão tropical e depois, naquele dia, Sergio dissipou-se a cerca de 580 km ao sul de Manzanillo, México, ou cerca de 515 km a oeste-noroeste de onde o sistema formou-se originalmente. Os remanescentes de Sergio continuaram a seguir para oeste por cerca de um dia antes das áreas mínimas de convecção dissipassem.

## Impactos, nomenclatura e recordes
Nenhum aviso ou alerta de furacão foi emitido em relação a Sergio. Várias recomendações indicaram uma pequena ameaça para regiões costeiras do México, sendo que o Centro Nacional de Furacões indicou uma chance de 29% de que ventos com força de tempestade tropical atingissem a Barra de Navidad, em Jalisco. Entre 16 e 17 de Novembro, as bandas de tempestade externas de Sergio causaram pequena precipitação ao longo da costa mexicana, chegando a 50 mm em Tierra Colorada, Guerrero.
Quando Sergio tornou-se uma tempestade tropical em 14 de Novembro, a temporada de 2006 já tinha mais tempestades tropicais do que a temporada de 1994. Além disso, a temporada de 2006 foi a primeira temporada desde a temporada de 1961 que teve mais de uma tempestade tropical no mês de Novembro, sendo que a Tempestade tropical Rosa formou-se cerca de cinco dias antes de Sergio.
Sergio foi o primeiro furacão na bacia do Pacífico Nordeste no mês de Novembro desde o Furacão Octave em 2001 e o primeiro furacão a se formar em Novembro desde o furacão Rick em 1997. Sergio foi o furacão do Pacífico mais intenso após 1º de Novembro na história, ultrapassando o recorde antigo do Furacão Nora em 1991, que apresentava ventos constantes de 170 km/h e uma pressão mínima de 970 mbar. Sergio também foi o ciclone tropical de mais longa duração na bacia do Pacífico Nordeste no mês de Novembro na história, perdurando por sete dias; o recorde antigo era do furacão Nora, que perdurou por seis dias em 1991.